# Датис
Датис (Datis, Datus, на персийски:Dâtish) е мидийски адмирал от 5 век пр.н.е.
Служи при персийския цар Дарий I в Гръко-персийските войни. Отначало Датис е изпратен в Мала Азия да потуши Йонийското въстание. По пътя подчинява, през 495 пр.н.е., островите Родос и Наксос и посещава остров Делос, за да отдаде почит на бог Аполон. През 490 пр.н.е. Дарий започва втора кампания, срещу гърците, и Датис тръгва да завладее Еретрия и Атина. В Еретрия, според Платон, персийската войска продава цялото население в робство. След това, заедно с изгонения тиран на Атина Хипий, Датис отива в Атика и спира на полето на Маратон на 7 август. Ръководи персийската войска в Битката при Маратон на 12 септември 490 пр.н.е. и я губи, но не е сигурно дали е убит в нея.
Датис има 2 сина – Хармамитър и Титей, които командват кавалерията по време на гръцката експедиция на цар Ксеркс (наследникът на Дарий I) през 480 пр.н.е.